# تفعيلة نظامية
التفعيلة النظامية أو التساوي في عدد المقاطع (من كلمة "isosyllabic" أي متساوي المقاطع، وهي مشتقة من الكلمة اليونانية iso- والكلمة اليونانية συλλαβικός "مقطعي") هو نظام شعري قائم على الانتظام. في علم القياس، يشير التساوي في عدد المقاطع فقط إلى عدد المقاطع الموزونة. وهو عكس التساوي في عدد المقاطع، ومكافئه في النثر هو isocolon. والتفعيلة في الشعر العربي هي الوحدة الإيقاعية التي يتكرر بناؤها في البيت الشعري، عندما نقول تفعيلة نظامية فنحن نقصد التفعيلة التي تأتي مطابقة للوزن القياسي الذي حدده الخليل بن أحمد الفراهيدي أو من جاء بعده، اى ان التفعيلة هنا ملتزمة بالقواعد العرضية دون زيادة أو نقصان في الحركات أو السكنات إلا بما يسمح به الحلف أو العلة .

### الفرق بين التفعيلة النظامية وغير النظامية
التفعيلة النظامية: تأتي كما وردت في بحور الشعر مثال: مستفعلن أو فاعلاتن في صيغتها الأصلية.
التفعيلة غير النظامية: يطرأ عليها تغيير كبير يخرجها عن الوزن أو يسبب خللا موسيقيًا، وهذا يحدث عادة في الشعر المبتدئ أو النظم الحر إذا لم يراع الشاعر الإيقاع. 

### أهميتها
- هي الأساس الذي يحافظ على الموسيقي الداخلية للقصيدة.
- تمنح النص التناسق بين الأبيات.
- تسهل على الشاعر التحكم في الإيقاع، وتجعل القصيدة مقبولة عند السامع.

## التأليف المنتظم
القصيدة المتساوية المقاطع هي ببساطة تلك التي تتكون أبياتها من نفس عدد المقاطع، ولكن قصيدة النظم المنتظم لا يشترط أن تكون متساوية المقاطع، إذ يعتبر الجمعية بين الأبيات الطويلة و أبياتها المكسورة نظام منتظما( ثمانية مقاطع مع رباعية المقاطع، وثمانية مقاطع مع سباعية المقاطع، وثمانية مقاطع مع سباعي المقاطع...) وذلك لأن الأبيات المكسورة في هذه الحالات تعمل كنصف من البيت الطويل.

## التقليد الأدبي
المقاطع الشعرية القشتالية الرئيسية، والأوروبية عموما، متساوية المقاطع (الرومانسية، والسونتية، والرباعية..) ويمكن القول إن هذا النوع من الشعر هو الأكثر شيوعا بين القرنين السادس عشر والعشرين، ولذلك فهو الأكثر دراسة. 

## أمثلة على التماثل المقطعي
—أبينامار، أبينامار،
مغربي الحي المغربي،
اليوم الذي ولدت فيه
لقد كانت هناك علامات عظيمة!
وكان البحر هادئا،
وكان القمر بدرا
المغربي الذي ولد تحت هذه العلامة
يجب ألَّا يكذب.
— (مجهول، رواية أبينامار).
أما بالنسبة للورد والزئبق،
يظهر اللون في لفتتك،
وأن نظراتك الحارة والصادقة،
يلهب القلب ويكبحه؛
وأما الشعر الذي في العروق
من الذهب اختاره، برحلة سريعة،
من الرقبة البيضاء الجميلة، منتصبة،
الريح تتحرك وتشتت وتخلخل؛